# Tyler Ennis
Tyler Ennis (Brampton, 24 de agosto de 1994) é um jogador canadense de basquete profissional que atualmente joga pelo Los Angeles Lakers, disputando a National Basketball Association (NBA). Foi draftado em 2014 na segunda rodada pelo Phoenix Suns.